# Ramal A del Ferrocarril Belgrano
El Ramal A pertenece al Ferrocarril General Belgrano, Argentina.

## Ubicación
Recorre las provincias de Santa Fe, Córdoba, La Rioja y Catamarca.

## Características
Es un ramal de la red de vía métrica del Ferrocarril General Belgrano, cuya extensión es de 921 km entre las cabeceras Laguna Paiva y Catamarca. 
El tramo entre Laguna Paiva y el empalme con el Ramal F será objeto de obras para su rehabilitación. Mientras que entre este empalme y el cruce con el ramal f2 se encuentra desmantelado. Desde el Cruce Del Ramal f2 hasta  La Para (Córdoba) se encuentra sin operaciones  bajo tutela de la Trenes Argentinos Infraestructura.
Entre La Para y Deán Funes esta totalmente desmantelado. Por la región, algunos viejos pobladores lo bautizaron El Sol y Tierra
Desde Deán Funes hasta  Catamarca, sus vías están abandonadas aunque forman parte del patrimonio de la empresa Trenes Argentinos Cargas.

## Breve historia y servicios
El ramal fue propiedad del Ferrocarril Argentino del Norte (FCAN), estatal, y al tomar contacto con el Ferrocarril Central Norte (FCCN), pasó a formar parte de un nuevo Ferrocarril Central Norte Argentino cuando fue habilitado el 24 de febrero de 1911. Normalmente al tomar contacto con el FCCN, cualquier ferrocarril se tomaba como un ramal más de este último, pero el FCAN estaba tan desarrollado que la unión de ambos tomó el status de fusión. Desde entonces fue común que se denominaran como "A" a las estaciones y ramales del ex FCAN y "C" a los del ex FCCN.
Cesó sus servicios de pasajeros y de carga en 1977, en el trayecto desde Laguna Paiva hasta la estación Galisteo y en el trayecto de Balnearia hasta el Km 428. El trayecto desde el cruce del ramal F2 hasta Balnearia siguió en funcionamiento con un servicio de tren de carga hasta 1993, al igual que el trayecto de Dean Funes hasta Catamarca. En 1999 fue reactivado el servicio de cargas entre Deán Funes y Mendoza (Ramal A2), que funcionó hasta el año 2016.
En mayo de 2013, el gobierno argentino, a través del ministro Florencio Randazzo, creó la empresa estatal Trenes Argentinos Cargas, la cual anunció la reapertura de este ramal hasta La Rioja, así como también  los ramales C15 a Bolivia; y C14 de Salta a Chile.

## Actualidad y obras
Con la licitación para la creación del Circunvalar Santa Fe, un tramo de la traza (entre Laguna Paiva y el empalme con el Ramal F) de este ramal, será parte del proyecto anteriormente nombrado, volviendo a utilizarse después de más de 30 años.
El 19 de abril de 2021, se presentaron obras para rehabilitar el tramo Serrezuela - Chumbicha (entre otros ramales del ex FCAN) para plasmar el Corredor Bioceánico. Este proyecto tiene financiación china.